# Werner Koepcke
Werner Koepcke (São Petersburgo, 24 de julho de 1912 – Berlim, 25 de setembro de 1976) foi um engenheiro civil alemão.
Obteve um doutorado em 1940 sob orientação de Franz Dischinger, com a tese Über das Randwertproblem an rechteckigen Platten, e a habilitação em 1945 Die Berechnung von Kreiszylinderschalen unter Flächen-, Linien- und Einzellasten. Em 1951 foi chamado para a cátedra de seu professor Dischinger no Institut für Stahlbetonbau na Universidade Técnica de Berlim.
Dentre seus alunos consta Jörg Schlaich.